# Араужу, Руй Мария де
Руй Мария де Араужу (порт. Rui Maria de Araújo, род. 21 мая 1964 года) — политик Восточного Тимора, член партии ФРЕТИЛИН.
По образованию врач-отоларинголог. В 2001—2006 годах занимал пост министра здравоохранения, в 2006—2007 годах был заместителем премьер-министра. С 16 февраля 2015 года по 15 сентября 2017 года — премьер-министр Восточного Тимора.